# Tsingy de Namoroka Strict Nature Reserve
Tsingy de Namoroka Strict Nature Reserve er en nationalpark i den nordvestlige del af Madagaskar , i Soalala-distriktet i provinsen Mahajanga-provinsen

## Historie
Namoroka Strict Nature Reserve blev etableret i 1927 og blev et special reserve i 1966, og ligger i sammenhæng med Nationalpark Baie de Baly.

## Klima og geografi
Nationalparken ligger i den nordvestlige del af Madagaskar, omkring 50 kilometer syd for byen Soalala. Namoroka har en tørkesæson som varer omkring syv måneder og en regnsæson som kun varer i fem måneder. Det giver en nedbørsmængde på omkring 1.150 millimeter per år, mens gennemsnitstemperaturer ligger omkring 25 °C.
Parken er kendt for sine karstklipper, grotter, kløfter og naturlige svømmebassiner.

## Dyr
Ligesom store dele af Madagaskar er Namoroka kendt for sit rige dyreliv. Af de over 81 fuglearter er 31 endemiske for Madagaskar og 23 andre arter endemiske for Madagaskar og andre nærliggende øer.
Følgende lemurarter bor i Namoroka:
- Van der Decken's Sifaka (Propithecus deckenii)
- Rødbrystet Lemur (Eulemur rufus)
- Grå lemur (Hapalemur griseus)
- Masoala Fork-crowned Lemur (Phaner furcifer)
- Gray Mouse Lemur (Microcebus murinus)
- Milne-Edwards' Sportive Lemur (Lepilemur edwardsi)
- Fedthalet dværgmaki (Cheirogaleus medius)
- Aye-aye (Daubentonia madagascariensis)